# یواس‌اس باربل (اس‌اس-۵۸۰)
یواس‌اس باربل (اس‌اس-۵۸۰) (به انگلیسی: USS Barbel (SS-580)) یک زیردریایی بود که طول آن ۲۱۹ فوت ۶ اینچ (۶۶٫۹۰ متر) بود. این زیردریایی در سال ۱۹۵۸ ساخته شد.